# عمارة الحرية
عمارة الحرية (بالفرنسية:Immeuble Liberté) أو الطابق السابع عشر (بالفرنسية:17e Étage) هي عمارة عريقة بنيت في مدينة الدار البيضاء المغربية بين عامي 1949 و1951 من قبل المهندس المعماري السويسري ليونارد موراندي. كانت عمارة الحرية تعد عند بنائها أطول بناية في القارة الإفريقية.

## التاريخ
قام ليوناغ موراندي بجولة استكشافية في المغرب أواخر عام 1946، وفق نصيحة حماه أنغي لومياغ (بالفرنسية:Henri Lumière) الذي كان قد توقع بشكل صحيح الاحتياج إلى بناء مساكن مشتركة الامتلاك. واستقر موراندي نهائيا في كازابلانكا في 1947 وحصل على ترخيص العمل في أكتوبر 1948 وشرع في تنظيم بناء عمارة كبيرة للإسكان والأعمال على حساب ثلاثة مستثمرين من ليون وغرونوبل ومارسيليا.
أسكنت عمارة الحرية جاك لاماگغ دوبغيو (1894-1955) الذي أيد الاستقلال المغربي، ضمن آخرين. اغتيل لاماگغ دوبغيو عند قدم العمارة وسميت تلك الساحة التي عرفت بساحة الثورة الفرنسية سابقا على اسمه لتصبح ساحة لاماگغ دوبغيو.

## التصميم والإنشاء
هذه العمارة المكونة من سبعة عشر طابقا وطول يصل إلى 78 متر كانت أول ناطحة سحاب لها 16 طابقا أو أكثر في المغرب. نُصبت في ساحة «لاماگغ دوبغوي» (بالفرنسية:Lemaigre Dubreuil) — التي كانت دوار الثورة الفرنسية سابقا — عند تقاطع شارع الحج عمر الريفي وشارع البساتين وشارع الحرية في وسط كازابلانكا.
بالإضافة إلى مكانتها في تاريخ المعمارية كثمرة المعاصرة الرائدة وكونها رمزا بصفتها أول عمارة شاهقة في القارة، وتحقيق بنائها دليل على الإبداع والابتكار. فتصميمها على شكل "V" يكفل راحة متقنة وتطل الغلرف الرئيسية للشقق على الساحة ومتجهة نحو الجنوب محمية بذلك من رياح المحيط الموجودة غربا وتتضمن العمارة طابقا خاصا بالمكاتب ذي سلم خاص يفضي اليه  وثمة اربعة مصاعد رئيسية وثلاثة سلالم خدمات تؤدي للطوابق الباقية اما الشرائط المتواصلة للشرفات والوكيئات فتحدد المناظر البارونامية على المدينة يتمتع الطابقان السادس والسابع عشر بسطيحات مغطات زفناءات حدائق 